# Justynian (imię)
Justynian – forma pochodna imienia Justyn.
Forma imienia Justynian w języku węgierskim brzmi Jusztinián, w języku włoskim Giustino, natomiast po łacinie Iustinianus.
Justynian imieniny obchodzi 23 sierpnia.
Znane osoby noszące imię Justynian:
- Giustiniano Partecipazio (zm. 829) – doża Wenecji w latach 827–829
- Carlos Justiniano Ribeiro Chagas (1879–1934) – brazylijski lekarz, opisał chorobę Chagasa.
- Justynian I Wielki (483–565) – cesarz bizantyński w latach 527–565.
- Justynian II Rhinotmetos (669–711) – cesarz bizantyjski w latach 685–695 i 705–711